# Dòng họ Bùi ở Thịnh Liệt
Dòng họ Bùi ở làng Thịnh Liệt hoặc Họ Bùi làng Sét, là một dòng họ khoa bảng có truyền thống lâu đời ở Việt Nam, đã đóng góp nhiều nhân vật quan trọng cho các triều đại phong kiến Việt Nam trong thời gian từ đầu thế kỷ 15 đến đầu thế kỷ 20, cũng như nhiều văn hào, tác gia… của nền văn hóa Việt Nam trong năm thế kỷ đó. Gia tộc này đã được nhắc đến trong nhiều sách và tài liệu như Kiến văn tiểu lục của Lê Quý Đôn, Lịch triều hiến chương loại chí của Phan Huy Chú,...